# Suzuki Hayabusa 1300
Die Suzuki Hayabusa 1300 (auch als Suzuki GSX 1300 R bekannt) ist ein Motorradmodell der Kategorien Sporttourer und Supersportler. „Hayabusa“ ist der japanische Begriff für den Wanderfalken, einen der schnellsten Greifvögel, der auch als Bezeichnung für die gleichnamige japanische Raumsonde und eine Shinkansen-Linie verwendet wird.
Eine Maschine dieser Serie war das erste über 300 km/h schnelle Serienmotorrad der Welt. Die Aerodynamik wurde im Windkanal optimiert, daher rührt unter anderem das ungewöhnliche Erscheinungsbild. Die Hayabusa lief je nach Leistungsstreuung, Fahrer und Reifen zwischen 303 km/h (Herstellerangabe) bis 312 km/h (Test). Die Höchstgeschwindigkeit ist jedoch bei den Modellen ab Baujahr 2001 gemäß der freiwilligen Selbstbeschränkung (sogenanntes „Gentlemen’s Agreement“) der japanischen Hersteller und BMW offiziell auf 298 km/h begrenzt.
Von 0 auf 100 km/h beschleunigt die Hayabusa in 2,7 Sekunden; von 0 bis 200 km/h vergehen 7,3 Sekunden. Diese Rekordwerte von 1999 werden auch heute noch kaum von anderen Serienmotorrädern gebrochen.
Trotz der enormen Leistung gilt die Hayabusa als komfortables und sportliches Tourenmotorrad.
Ab dem Modelljahr 2008 (siehe Abschnitt weiter unten) ist das neue, derzeit aktuelle Modell der Hayabusa erhältlich, das jedoch nur geringfügig verändert worden ist und eine kleine Hubraum- und Leistungserhöhung erhalten hat.
Von 2007 bis 2011 gab es auch eine unverkleidete Variante der Hayabusa, die Suzuki B-King.
Seit 2013 ist die Hayabusa mit ABS von Brembo ausgestattet.
Von Ende 2018 bis zur Neuauflage im Jahr 2021 wurde das Motorradmodell in Europa nicht mehr angeboten. Erst seit Mitte 2021 ist die Hayabusa mit einem Nachfolgemodell wieder erhältlich.

## Entwicklung
Die Hayabusa hat einen seinerzeit neu entworfenen flüssigkeitsgekühlten Vierzylinder-Reihenmotor mit Ram-Air, Saugrohreinspritzung und zwei obenliegenden Nockenwellen (DOHC), die vier Ventile pro Zylinder betätigen. Ebenso sind eine Lambdasonde und ein Katalysator zur Abgasnachbehandlung vorhanden. Das Hinterrad wird über ein Sechsganggetriebe und eine O-Ring-Kette angetrieben.
Die Hayabusa wurde zum Ende der Nullserienphase komplett in Deutschland zur Serienreife entwickelt. Neben den Rennstreckentests fanden auf der A 81 in der Nähe von Heilbronn ausgiebige Tests statt. Diese Tests wurden auch für andere Modelle unter Federführung von Suzuki Europe immer auf öffentlichen Straßen in der Nähe der A81 durchgeführt.

### Reifenwahl
Vor allem die Auswahl der richtigen Reifen führte neben der Fahrwerksauslegung und der Motorabstimmung zu einem sehr hohen Testaufwand. Insgesamt wurden über acht Wochen auf der A 81 Hochgeschwindigkeitstests durchgeführt, bei denen über 120 Reifensätze verschlissen wurden. Neben den Testfahrern Jean-Claude Richet und Roger Simmons führte vor allem die Fahrweise von Testkoordinator Jürgen Zürn immer wieder zu Ablösungen der Lauffläche. Erst der in der Serie verbaute Bridgestone-Reifen konnte dann die Belastungen von über 300 km/h über eine längere Distanz durchhalten.

## Modellgeschichte
- 1999 – Markteinführung mit 129 kW (175 PS) Nennleistung bei 9800/min und 312 km/h Höchstgeschwindigkeit als leistungsstärkstes und schnellstes Serienmotorrad.
- 2000 – Der Einbau härterer Kupplungsfedern durch Suzuki soll Probleme mit der teils stark rupfenden Kupplung beseitigen, Motorentlüftung wurde geringfügig geändert.
- 2001 – Im Zuge der freiwilligen Selbstbeschränkung der Motorradhersteller wird die Hayabusa bei Tempo 295 durch Drehzahlbegrenzung im sechsten Gang abgeregelt. Neue Instrumenteneinheit mit Tacho bis 300 km/h (vorher 350 km/h). Neue Benzinpumpe in neuer Lage, Tankinhalt sinkt von 22 auf 21 Liter, Rahmenheck aus Stahl (vorher Aluminium).
- 2002 – Geregelter Katalysator mit Sekundärluftsystem ersetzt die Abgasreinigung aus ungeregeltem Katalysator und Sekundärluftsystem und macht die Hayabusa Euro-2-fähig.
- 2003 – Dauerfahrlicht plus Warnblinkanlage.
- 2004 – Klarglasblinker vorne und hinten.
- 2007 – In diesem Modelljahr war die Hayabusa in Deutschland nur als Sondermodell GSX 1300 RZ ausschließlich in schwarz erhältlich.
- 2008 – Stark überarbeitetes Modell mit neuer Form und neuem Namen: „Hayabusa 1300“ (siehe eigener Abschnitt weiter unten). Der Hubraum des Motors wurde 41 cm³ auf 1340 cm³ vergrößert; die Leistung stieg um 16 kW (22 PS) auf 145 kW (197 PS) bei 9500/min. Radial montierte Vierkolben-Festsattelbremsen ersetzten die Sechskolben-Zangen. Das Leergewicht stieg von 251 auf 260 kg, es gab eine Motorsteuereinheit mit drei wählbaren Leistungscharakteristiken, der Motor mit Abgaskatalysator und Lambdaregelung erfüllt die Euro-3-Abgasnorm. Höchstgeschwindigkeit blieb limitiert auf 295 km/h.

## Rückrufe
- 1999 – Austausch des Steuerkettenspanners wegen Bruchgefahr der Feder (Fahrgestellnummern JS1A1111200100071 bis JS1A1111200101126). Dieser Rückruf gilt als abgeschlossen. Ebenfalls vom Austausch betroffen waren: Kraftstoff-Hahn sowie -Filter zwecks Verbesserung der Gasannahme. Die Arbeiten wurden in der Regel im Rahmen der regulären Inspektion durchgeführt.
- 2008 – Überprüfung der Zündschloss-Kabelverlegung.

## Geschwindigkeitsbegrenzung
Eine in der Öffentlichkeit entstandene Diskussion über Gefahren durch nicht mehr zu beherrschende Leistungen und Geschwindigkeiten bei Motorrädern veranlasste Suzuki, wie auch alle anderen Importeure und Hersteller in Europa, zu einer freiwilligen Selbstbeschränkung; eine elektronische Steuerung verhindert ab Baujahr 2001 die Überschreitung einer Geschwindigkeit von 298 km/h.
Mit Ausnahme der Geschwindigkeitsbeschränkung und kleiner Änderungen wurde die Hayabusa von 1999 bis 2007 unverändert gebaut. Ab 2008 (siehe weiter unten) erhielt die Hayabusa einen größeren Hubraum und damit verbunden etwas höhere Leistung.

## Rekorde

### Straßenzugelassene Maschinen

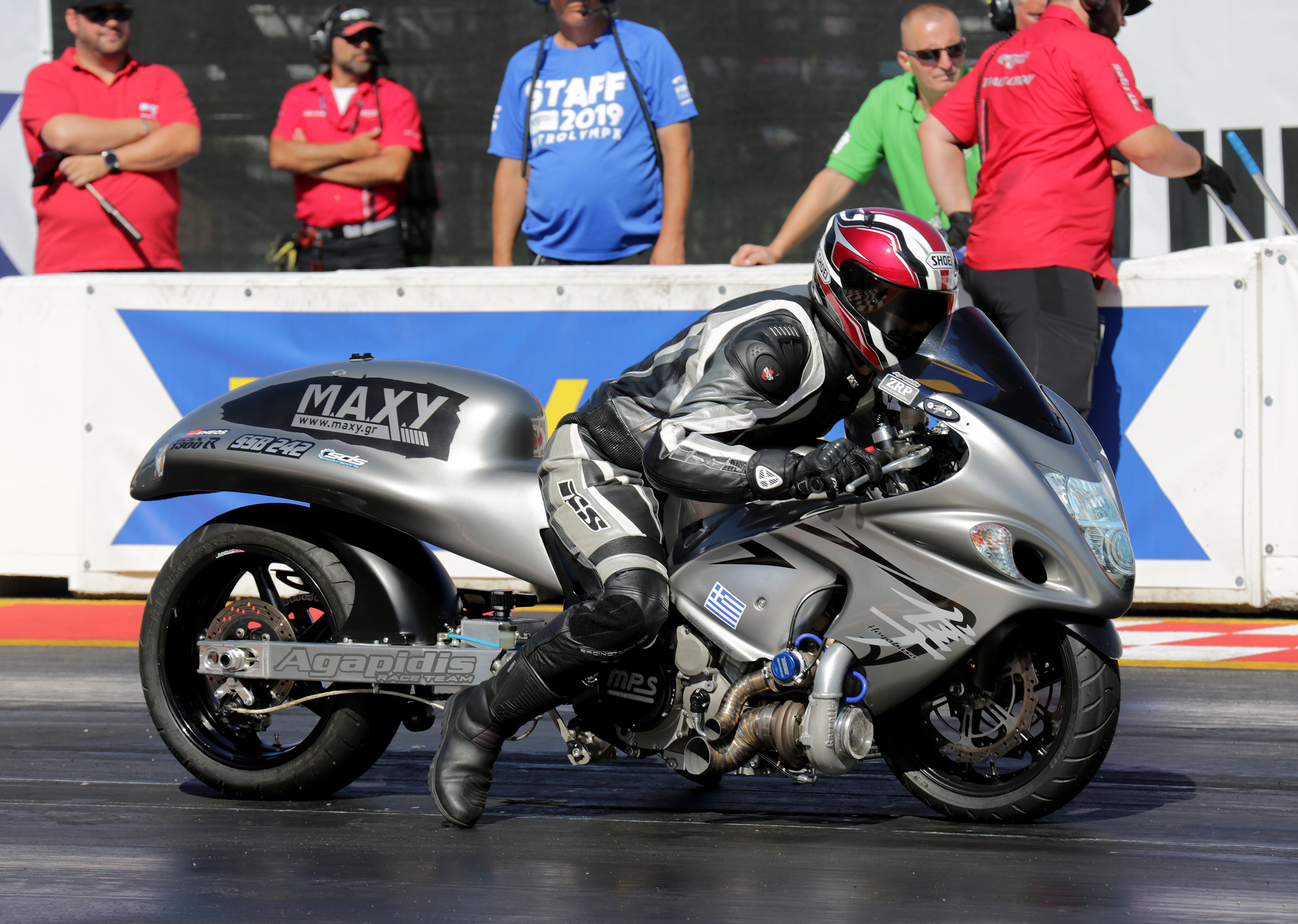
FIM/E Super Street Bike auf Hayabusa-Basis

Hayabusas halten zahlreiche Höchstgeschwindigkeits- oder Beschleunigungsrekorde, unter anderem den FIM-Weltrekord (Klasse bis 1350 cm³, mit Turboaufladung) mit einer Höchstgeschwindigkeit von 406,894 km/h.
Die turboaufgeladene Hayabusa der deutschen Firma MAB ist eines der am schnellsten beschleunigenden Landfahrzeuge mit Straßenzulassung. Sie leistete auf einem Prüfstand 294 kW (400 PS). Die Beschleunigung aus dem Stand auf 300 km/h absolviert die Maschine in 13,1 Sekunden.

### Motorsport
Bei Beschleunigungsrennen über die Viertelmeilen-Distanz („Drag Racing“) kommen vor allem in der Klasse Super Street Bike (FIM/E) sehr häufig Maschinen dieses Modells zum Einsatz. Die hier verwendeten Hayabusa haben oft Hubraum-Vergrößerungen (z. B. 1340 cm³), Turbo-Aufladung (vereinzelt Lachgaseinspritzung) und stark modifizierte Fahrwerke mit einem Radstand bis zu 1730 mm. Die Sitzposition und die Stromlinienverkleidung sind ebenfalls für die speziellen Anforderungen dieser Rennen optimiert. Ein freiverkäuflicher Straßenreifen ist vorgeschrieben. Auf gut präparierten (geklebten) Strecken überfahren Hayabusa-SSB bei stehendem Start innerhalb von 6.649 Sek. die Viertelmeilenmarke (402,32 m) und erreichen dabei Geschwindigkeiten von 370,50 km/h, – das sind Resultate, die nach FIM-Reglement (also zweimal während einer Veranstaltung innerhalb einer max. Toleranz von 2 %) erzielt wurden. Die schnellste Zeit (als Personal Best) mit einer Suzuki Hayabusa hält zurzeit (Stand 7. Juli 2023) Daniel Donat Lencsés (HUN) mit 6.596 Sek. (und einer erreichten Geschwindigkeit von 364,79 km/h).

## Version ab 2008
Auf einer Präsentation Anfang Juli 2007 gab Suzuki bekannt, dass ab 2008 der Nachfolger der Hayabusa gebaut wird. Unter anderem wurde der Hubraum um 3,1 % auf 1340 cm³ erhöht, die Leistung stieg auf 145 kW (197 PS). Der flüssigkeitsgekühlte Motor der Hayabusa ist somit einer der stärksten serienmäßigen Motorradmotoren der Welt.
Für den Leistungszuwachs sorgen unter anderem mehr Hubraum, eine erhöhte Verdichtung und dickere, konisch zulaufende Saugrohre. Neue Nockenwellen und leichtere Titanventile mit vergrößertem Hub bringen größere Drehzahlreserven, geringere oszillierende (schwingende) Massen und mehr Füllung. Die vom Fahrer betätigte Primärdrosselklappe wurde verkleinert; die zweiten Drosselklappe betätigt ein Motorsteuergerät („Drive-by-Wire“).
Nicht nur der Motor ist neu, sondern Suzuki überarbeitete auch die Verkleidung und den Tank, um dem Fahrer auch bei hohen Geschwindigkeiten guten Windschutz zu bieten. Die Elektronik erhielt – wie schon im Vorjahr die der GSX-R 1000 – umschaltbare Leistungskurven und eine Ganganzeige. Das Steuergerät hält drei Zündkurven bereit: Zusätzlich zum A-Modus für maximale Leistung, lassen sich außerdem die Varianten B und C wählen. In diesen beiden Fahrprogrammen beschränken die Einspritz- und Zünd-Software die Leistung und Drehmoment. Dies soll bei widrigen Bedingungen wie beispielsweise nasser Fahrbahn von Vorteil sein. Des Weiteren verfügt die Hayabusa nun seit 2013 auch über ein Antiblockiersystem und Monobloc-Bremssättel von Brembo.
Weil Suzuki die Hayabusa nicht auf die neue Euro 4-Norm anpassen wollte, wurde das Motorrad aus dem europäischen Angebot gestrichen, in anderen Märkten wie USA oder Japan wird der Supersportler weiter angeboten.

## Kritiken
„Die Füße ruhen entspannt auf den recht hoch montierten Fahrerfußrasten. Pilot und Sozius können sich über eine komfortable Sitzgelegenheit freuen. Durch den langen Tank und die recht tief verschraubten Lenkerstummel sitzt der Pilot weit nach vorn gebeugt mit dem entsprechenden Gewicht auf den Handgelenken und dem Vorderrad. Trotz des fetten 190er Bridgestone BT 56-Reifens gelingen selbst schnelle Richtungswechsel fast spielerisch. Spurtreue, Zielgenauigkeit und Neutralität sind vorbildlich. Lediglich Bodenwellen in Schräglage mag der japanische Wanderfalke nicht so gern. Im Bremsfall zwicken die beiden Sechskolbensättel die Bremsscheiben gut dosierbar mit überzeugender Wirkung. Der Benzinkonsum hängt von der Gashand des Fahrers ab. Er kann entscheiden ob 5 Liter oder bei Vollgas 12 Liter durch die Einspritzdüsen gedrückt werden.“

„Der brachiale Schub des Vierzylinders in allen Drehzahlbereichen ist seit seinem Debüt 1999 Legende. Das elastische Triebwerk – mit 1300 cm³ Hubraum sonst eigentlich eher ausgewachsenen Kleinwagen vorbehalten – lässt beide Spielarten zu: unbeschreiblich adrenalinträchtiges Angasen auf vornehmlich schnellen Autobahnteilen oder souveränes Bummeln im Tourerbereich auch mit Gepäck und Sozius, immer in dem Bewusstsein, daß bei heiklen Verkehrssituationen genug Kraftreserven spielerisch zu mobilisieren sind. Das Fahrwerk der Hayabusa liegt ganz auf der sicheren Seite. Seine Stabilität auch bei Höchstgeschwindigkeit ist tadellos, da gibt es selbst bei Topspeed kein Lenkerzucken oder Wackeln. Ausreichend straff, aber doch komfortabel abgestimmt, bügeln die komplett einstellbaren Federelemente sogar grobe Fahrbahn glatt. Mit der Hayabusa hat Suzuki das Kunstwerk fertiggebracht, Fahrern zwischen 160 und mehr als 190 Zentimetern Körpergröße einen passenden Arbeitsplatz bereitzustellen.“